# Vigo (Spanje)
Vigo is een gemeente en de grootste stad van de autonome regio Galicië en van de provincie Pontevedra. Het is echter niet de hoofdstad van Galicië (dat is Santiago de Compostella) en ook niet van de provincie (dat is Pontevedra). Op 1 januari 2011 had de stad een inwonertal van 297.241. Inclusief de voorsteden woonden er toen 423.821 mensen. Vigo is daarmee de 15e metropool of agglomeratie van Spanje.
Vigo werd in de 20e eeuw afhankelijk van de auto-industrie; de belangrijkste fabriek van de stad is een vestiging van de Peugeot-Citroëngroep, sinds 2021 gekend als de Centro de Vigo de Stellantis van Stellantis. Deze produceerde in 2003 473.000 voertuigen. Hiervan werd meer dan 88% geëxporteerd. Vigo is voorts de grootste vissershaven van Europa en is de thuisbasis van de Spaanse visproducent Pescanova, de grootste ter wereld. Sinds 15 juli 2008 is het Communautair Bureau voor visserijcontrole (CBVC) in de stad gevestigd.
Behalve vissershaven is Vigo ook een haven voor rorotransport, met onder andere een verbinding naar Vlissingen-Oost.
De stad wordt ook ontsloten via de negen km oostelijker gelegen luchthaven Aeropuerto de Vigo en een directe verbinding met de AP-9 autosnelweg.
In 1990 werd de Universidade de Vigo opgericht, deze universiteit telt bijna twintigduizend studenten.

## Geschiedenis
In de vroege middeleeuwen maakte het kleine dorpje Vigo deel uit van het grondgebied van Galicisch sprekende naburige steden, met name Tui, en leed het onder verschillende aanvallen van de Vikingen. Het aantal inwoners was echter zo klein dat het historisch gezien pas rond de 15e eeuw als een echte stad werd beschouwd, toen ook de vroegste gegevens werden geregistreerd.
In de 16e en 17e eeuw werd de stad verschillende keren aangevallen. In 1585 en 1589, tijdens een mislukte aanval van de Engelse contra-Armada, viel Francis Drake de stad binnen en bezette deze tijdelijk, waarbij hij veel gebouwen in brand stak. Enkele decennia later probeerde een Turkse vloot de stad aan te vallen. Als gevolg hiervan werden de stadsmuren gebouwd in 1656 tijdens het bewind van Filips IV van Spanje. Ze zijn nog gedeeltelijk bewaard gebleven. In die tijd, en ondanks de aanvallen, ontwikkelde Vigo zijn vroegste handel en kreeg het verschillende privileges van de koningen van Spanje.

### Slag bij de Baai van Vigo (1702)
Tijdens de Spaanse Successieoorlog vond op 23 oktober 1702 in de baai van Vigo een zeeslag plaats tussen Engels-Nederlandse en Spaans-Franse schepen waarbij door de Engels-Nederlandse combinatie een grote schat aan goud, zilver en andere rijkdommen werd buitgemaakt. Deze goederen waren op 22 september per schip aangekomen uit de Spaanse kolonies in Amerika, maar door onenigheid met de stad Sevilla over het al dan niet mogen lossen van deze goederen in Vigo, waren de schepen nog steeds beladen.

## Demografische ontwikkeling
Bron: INE; 1857-2011: volkstellingen
Opm: Bevolkingscijfers in duizendtallen; aanhechting van Bouzas (1910) en Lavadores (1950)

## Sport
Vigo is de thuisbasis van de Spaanse voetbalclub Celta de Vigo uit de Primera Division, dat zijn thuiswedstrijden speelt in het in 1928 geopende Estadio Balaídos (capaciteit 31.800). Vigo was speelstad voor het WK voetbal van 1982 en de wedstrijden werden destijds in dit stadion gespeeld.

## Partnersteden
- Buenos Aires (Argentinië), sinds 1992

## Geboren in Vigo
- Ignacio Ramonet Miguez (1943), journalist en activist
- Pedro Alonso (1972), acteur
- Manuela Velasco (1975), actrice
- Roberto Lago (1985), voetballer
- Yoel Rodríguez (1988), voetballer
- Diego Mariño (1990), voetballer
- Jonny Castro (1994), voetballer
- David Costas (1995), voetballer
- Borja Fernández (1995), voetballer
- Santi Mina (1995), voetballer
- Hugo Bueno (2002), voetballer
- Hugo Sotelo (2003), voetballer